# Protopirapion atratulum
Espèce
Synonymes
- Apion atratulum Germar, 1817[1]
- Apion bigorrense Hustache, 1931[1]
- Apion striatum (Marsham, 1802)[1]
- Curculio striatus Marsham, 1802[1]
- Protopirapion striatum (Marsham, 1802)[1]

Protopirapion atratulum est une espèce de coléoptères de la famille des Apionidae.

## Description
Cet apion est noirâtre et strié.
C'est une petite espèce, de 2,2 à 3,2 mm, caractérisée par la forme des élytres, avec des épaules étroites et inclinées et largement dilatées et arrondies à l'apex, la tête est fortement striée et le sillon pronotal est court, ne s'étendant pas jusqu'au milieu. La tête a des yeux grands et grossièrement facettés, des fronts et un vertex diversement perforés ou rugueux mais pas, ou seulement très finement et vaguement, striés, rostre long et cylindrique ou faiblement élargi par les insertions antennaires ; chez le mâle aussi long que la tête et le pronotum, chez la femelle plus long. Les antennes sont longues et robustes, la hampe longue, faiblement incurvée et brusquement épaissie vers l'apex, massue fine et pointue. Le pronotum est plus large avant la base et les bords antérieurs sont rétrécis à indistincts, la surface fortement et densément perforée, avec une fovéa basale profonde s'étendant au-delà du milieu. La base élytrale est à peu près aussi large que la base du pronotum ; sans épaules distinctes et fortement dilatées apicalement, stries fortement empreintes et perforées ; complète jusqu'à l'apex mais les stries suturales abrégées autour de l'apex scutellaire, les interstices larges et plats, la surface finement rugueuse et chacune avec plusieurs rangées confuses de pubescence pâle. Pattes longues et robustes, entièrement sombres et finement pubescentes. Les tarsomères basaux n'ont pas de dent ventrale, toutes les griffes avec une dent interne obtuse

## Répartition
Protopirapion atratulum est présent en Europe et en Algérie.

## Reproduction
Les plantes hôtes comprennent diverses espèces d’Ulex, Genista et Cytisus ; les adultes hivernent et apparaissent à partir d'avril ou de mai et commencent à se nourrir de pousses et de feuillage fraîchement en développement, l'accouplement a lieu peu de temps après et les femelles commencent à chercher des boutons floraux en développement dans lesquels pondre. Après avoir trouvé un petit bourgeon approprié, elle creusera dedans par le bas, insère un seul œuf, puis le scelle avec une goutte de liquide clair de son abdomen avant de chercher d'autres boutons floraux. Les larves éclosent après quelques jours et se nourrissent des étamines, des anthères et du stigmate, provoquant le brunissement de la tige et de la base du bourgeon, pendant l'alimentation la tige est progressivement rongée et à maturité, après 2 ou 3 semaines, la larve scelle le bourgeon et coupe la tige pour qu'elle tombe au sol. Peu de temps après sa chute, la larve est capable de faire « sauter » le bourgeon sur de courtes distances, ce qui peut dissuader les parasites ou éloigner le bourgeon de conditions défavorables, et cela peut continuer pendant plusieurs heures, après quoi il s'arrête à moins que le bourgeon ne soit exposé aux changements de température ou est déplacé. La nymphose se produit à l'intérieur du bourgeon après environ une semaine et les adultes éclosent dans les 7 à 10 jours. L'adulte fraîchement émergé est mince, mou et pâle, il perce un petit trou à travers le bourgeon et peut se faufiler avant de durcir et d'acquérir sa forme très ovale caractéristique. Cette nouvelle génération, apparaissant à partir de juin et jusqu'en été, restera sur l'hôte en se nourrissant de feuillage frais jusqu'à l'automne lorsqu'elle descendra les tiges pour hiverner parmi le sol et les touffes, etc. autour de la base de la plante. Les adultes sont facilement échantillonnés en battant ou en balayant le feuillage et les tiges, mais bien qu'ils soient généralement communs dans les habitats convenables, ils sont généralement présents en petit nombre; les populations établies peuvent durer de nombreuses années, mais l'espèce n'a pas d'ailes et les habitats récemment colonisés par les hôtes produisent rarement les charançons.

## Écologie
Protopirapion atratulum est un parasite des plantes Calicotome spinosa, Cytisus balansae, Cytisus procumbens, Cytisus scoparius, Genista sagittalis, Genista tinctoria, Ulex europaeus, Ulex minor.